# 3,4-甲氧基肉桂酸
3,4-甲氧基肉桂酸（英語：3,4-Dimethoxycinnamic acid）是一种肉桂酸衍生物，分子式C11H12O4，可从咖啡豆中提取。